# 湘南台駅

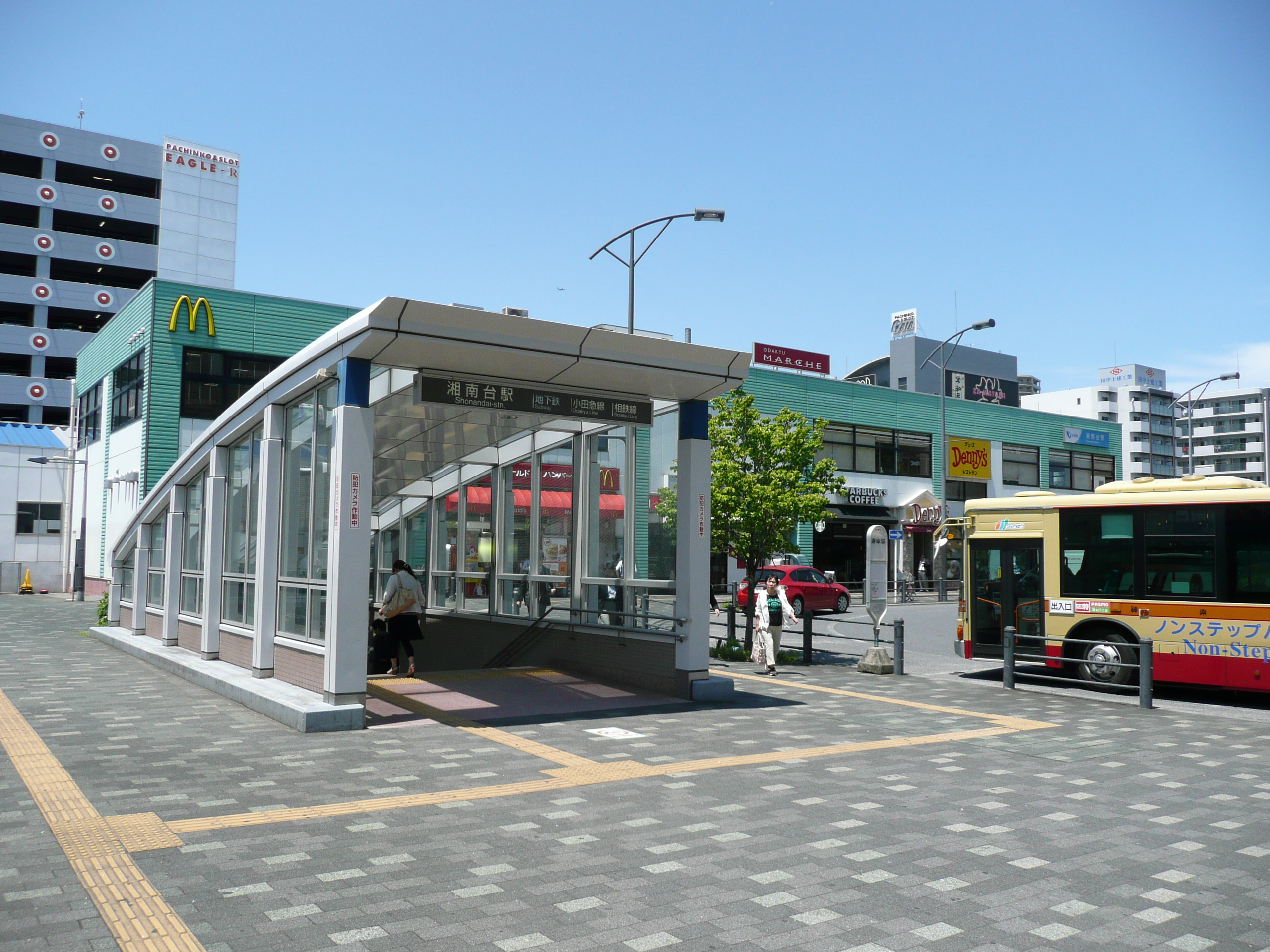
東口（2012年）

湘南台駅（しょうなんだいえき）は、神奈川県藤沢市湘南台にある、小田急電鉄・相模鉄道（相鉄）・横浜市交通局（横浜市営地下鉄）の駅である。藤沢市北部の交通拠点となっている。

## 概要
当駅は、藤沢市北部第一土地区画整理事業に伴い、1966年（昭和41年）11月7日に小田急江ノ島線の新駅として開設した。
駅名は、展望が良い開けた台地にあり、新しい住宅地としてふさわしい名として「湘南台」となった。なお、駅開業当時の地名は円行であり、その後1984年（昭和59年）に当土地区画整理事業が完了したのに伴い、駅名に合わせ湘南台に町名変更された。
北部第一土地区画整理事業は、1960年代にいすゞ自動車を始め多くの企業立地の需要に応えるため、また新たな住宅需要や通勤需要に応えるため、長後駅と六会駅（現・六会日大前）の中間に新駅を開設し、その新駅周辺に商業・業務地区を形成することで、藤沢市北部の新たな中心地を形成することを図る目的で始められた。
1980年代になると、当駅周辺には藤沢市秋葉台文化体育館、藤沢市総合市民図書館、湘南台文化センター等、公共施設が多く設置され、藤沢市北部の新たな中心地としての機能集積が図られた。
1990年代になると、1991年（平成3年）の慶應義塾大学湘南藤沢キャンパス開設、1999年（平成11年）の相鉄いずみ野線（同年3月）と横浜市営地下鉄（同年8月）延伸に伴い、当駅周辺は急速に発展することとなった。2000年代になると、当駅利用者が増加し乗換駅となったこともあり、小田急江ノ島線は2000年（平成12年）には急行、2002年（平成14年）には湘南急行（現・快速急行に相当）の停車駅となった。
また、2005年（平成15年）には当駅 - 慶応大学間を連絡する「ツインライナー」（大型連接バス）が神奈川県内で初めて運行された。現在、当駅周辺は藤沢市北部の中心地として活況を呈している。

### 乗入路線
- 小田急電鉄： 江ノ島線 - 駅番号は「OE 09」
- 相模鉄道： 相鉄いずみ野線 - 当駅を終点としている。駅番号は「SO37」
- 横浜市交通局： ブルーライン（1号線） - 当駅を終点としている。駅番号は「B01」

## 歴史

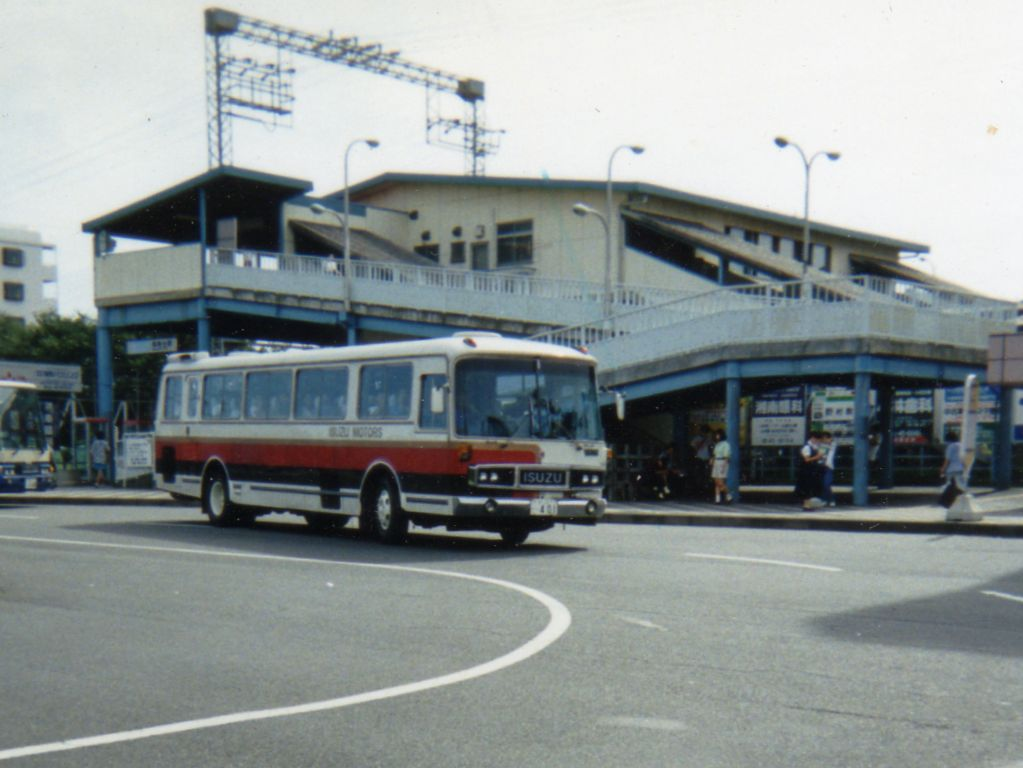
橋上駅舎時代の東口。バスはいすゞ工場の送迎用（1988年）

- 1966年（昭和41年）11月7日：藤沢市円行字四ツ辻に、小田急江ノ島線湘南台駅として開業。
- 1974年（昭和49年）12月26日：駅舎が橋上化される。
- 1991年（平成3年）8月：湘南台駅4者接続協議（藤沢市・小田急電鉄・横浜市交通局・相模鉄道）にて基本協定書を締結し、湘南台駅での接続・駅舎の地下化・自由通路の設置・地下広場の設置が決定[3]。
- 1999年（平成11年）
  - 3月10日：相鉄いずみ野線が延伸開業。西口地下広場の一部を供用開始[3]。
  - 8月29日：横浜市営地下鉄1号線が延伸開業。東口地下広場の一部を供用開始[3]。
  - 10月10日：小田急江ノ島線湘南台駅の地下駅舎を供用開始。東西自由通路が開通[3]。

### 小田急江ノ島線
- 1966年（昭和41年）11月7日：小田急江ノ島線の駅として開業。各駅停車と準急の停車駅となる。
- 1974年（昭和49年）12月26日：駅舎が橋上化される [4]。
- 1995年（平成7年）7月11日：駅改良工事に着手[5]。
- 1999年（平成11年）10月10日：地下駅舎および東西自由通路の供用を開始。
- 2000年（平成12年）
  - 1月28日：太陽光発電システムの使用を開始。
  - 3月31日：駅改良工事が完成。
  - 12月2日：小田急線の急行停車駅となる。
- 2002年（平成14年）3月23日：湘南急行が設定され、停車駅となる。
- 2004年（平成16年）12月11日：湘南急行が廃止され、快速急行に変更される。

### 相鉄いずみ野線
- 1999年（平成11年）3月10日：相鉄いずみ野線がいずみ中央駅から延伸開業[6]。
- 2021年（令和3年）3月27日：ホームドアの使用を開始[7]。

### 横浜市営地下鉄ブルーライン
- 1999年（平成11年）8月29日：横浜市営地下鉄1号線が戸塚駅から延伸開業[8][9]。
- 2007年（平成19年）9月15日：駅ホームでホームドアの使用を開始。
- 2012年（平成24年）5月1日：docomo Wi-Fiによる、公衆無線LANサービス開始。

## 駅構造

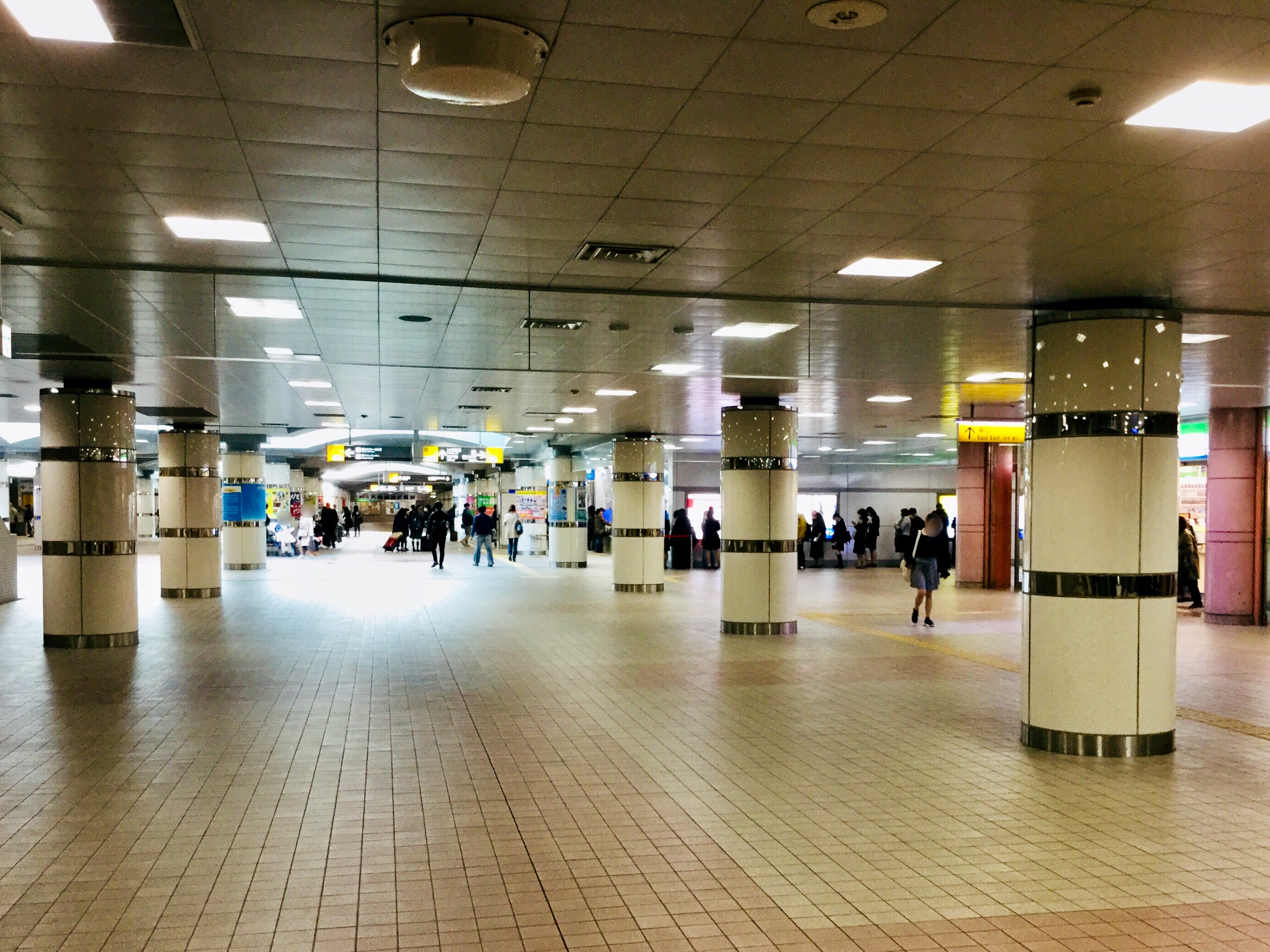
地下東西自由通路

改札口・切符売場などは3社局とも、地下1階の東西自由通路にある。
地下1階の東西自由通路・地下広場は藤沢市が管理する公道として設置され、24時間通行可能であり、コンビニエンスストア・パン屋・そば屋・床屋などの商業施設や駐輪場なども設置されている。
通路の幅員は約25メートルと幅が広く、地下広場も西口（相模鉄道側）と東口（横浜市営地下鉄側）の2カ所にあり、地下広場を利用したイベント（「イルミネーション湘南台」によるクリスマスツリーの設置、横浜市営地下鉄主催のコンサートなど）開催などにも活用されている。
地下2階（東口・西口地下広場の直下）には、藤沢市まちづくり協会が管理する駐車場が設けられている。
通路の壁には随所に湘南台地区キャラクター「ゆめまる」があしらわれている。

### 小田急電鉄
相対式ホーム2面2線を有する地上駅である。自動改札機設置駅。
2000年の改良工事前は現在の出入口C・E付近に橋上駅舎があり、ホーム有効長は6両分であった。改良工事時にホームが10両分に延伸され、その後小田急の駅としては初めてソーラーパネルを設置し、太陽光発電を導入した。
各ホームにそれぞれ冷暖房完備の待合室があるほか、ホームから改札間にはエスカレーターやエレベーターが設置されている。

#### のりば

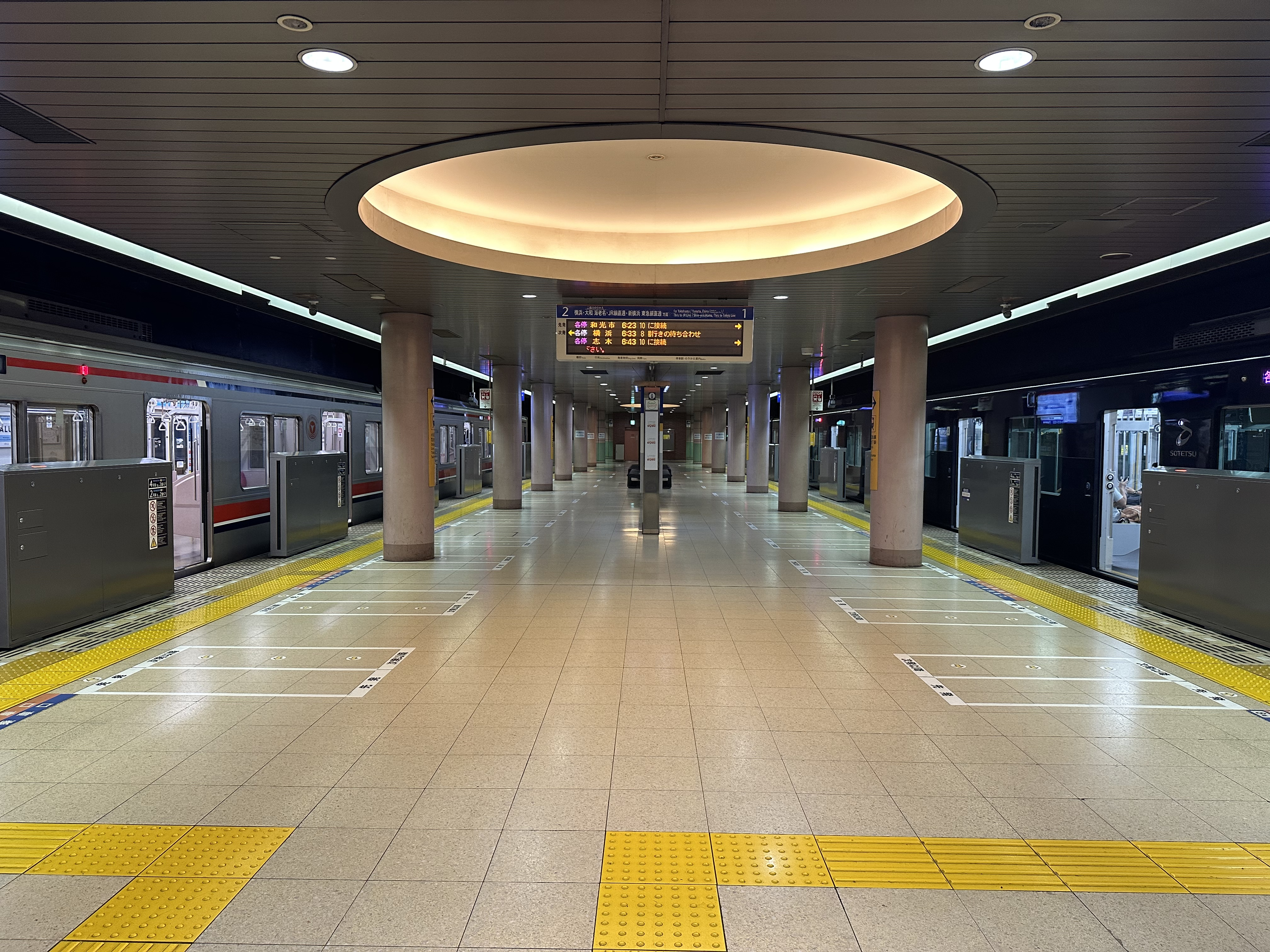
ホーム（2023年7月）

のりばは東側を1番ホームとして、下表の通りとなる。
| ホーム | 路線     | 方向 | 行先                          |
| ------ | -------- | ---- | ----------------------------- |
| 1      | 江ノ島線 | 下り | 藤沢・片瀬江ノ島方面          |
| 2      | 江ノ島線 | 上り | 新宿・相模大野・ 千代田線方面 |

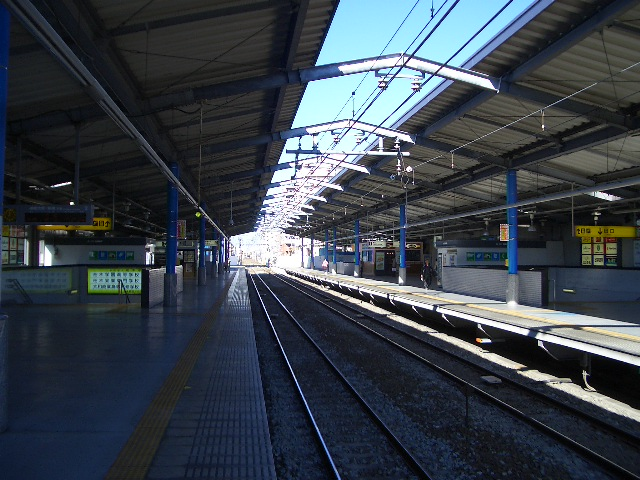
ホーム（2004年11月）
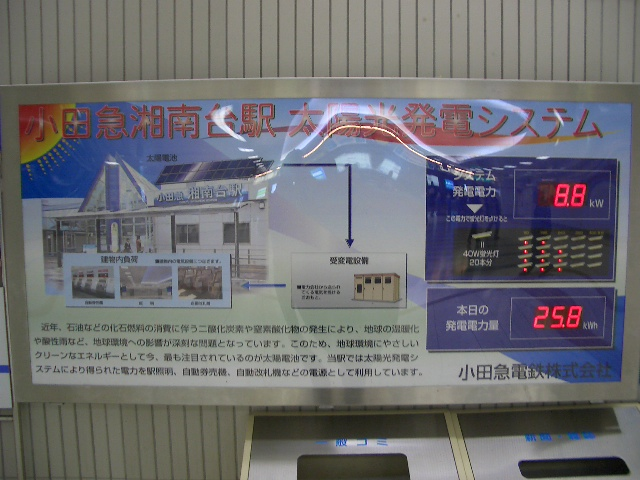
改札内にある、太陽光発電システムを説明する看板（2004年11月）

### 相模鉄道
島式ホーム1面2線を有する地下駅。ホーム有効長はいずれも10両分。足元にはLEDランプが設置されており、接近案内表示器と発車合図表示に連動して点滅する。
相模鉄道最南端の駅で終着駅であるが、慶應義塾大学湘南藤沢キャンパス付近を経て、東海道新幹線の新駅構想がある倉見方面（ツインシティ）及び先の平塚駅への延伸計画がある。ホームが地下3階と深い位置にあり、小田急江ノ島線の下をくぐって西口側まで伸びているのはこのためである。
湘南台管区として、南万騎が原 - 当駅間を管理している。自動改札機、エスカレーター、エレベーター設置。列車発車時には電子電鈴から発車ベルやブザーが鳴動する。
また、相鉄のマスコットキャラクター「そうにゃん」にかけた駄洒落で、構内改札前に「そうにゃんだい駅」と名づけた駅名標を模したブースが設けられている。この駅名標には「SO28」の駅番号が表示されているが、28は「にゃ」の意であり、営業線内に20番代の駅番号は存在しない。
改札口付近に天気予報が表示される電光掲示板がある。

#### のりば
| 番線 | 路線           | 行先                                             |
| ---- | -------------- | ------------------------------------------------ |
| 1・2 | 相鉄いずみ野線 | 羽沢横浜国大・横浜・海老名（二俣川のりかえ）方面 |

- ホーム（2023年7月）

### 横浜市交通局
横浜市営地下鉄ブルーラインの運行系統上の起点。島式ホーム1面2線を有する地下駅である。横浜市営地下鉄において唯一横浜市外に存在する駅である(2024年9月現在)。ホームは地下2階に位置する。
駅長所在駅。湘南台管区駅として当駅 - 踊場間を管理している。
2007年9月にホームドアの使用を開始した。かつては定期券発売窓口が設置されていたが、その後窓口を廃止し、自動券売機で購入する形態に変更された。

#### のりば
| 番線 | 路線                  | 行先         |
| ---- | --------------------- | ------------ |
| 1・2 | ブルーライン（1号線） | あざみ野方面 |

- 当駅は藤沢市に所在するが、横浜市福祉特別乗車券・敬老乗車証は当駅まで有効である。
- 藤沢市に所在するため、横浜市営地下鉄の全駅で10時・16時に放送される横浜市歌は、当駅では放送されない[16]。

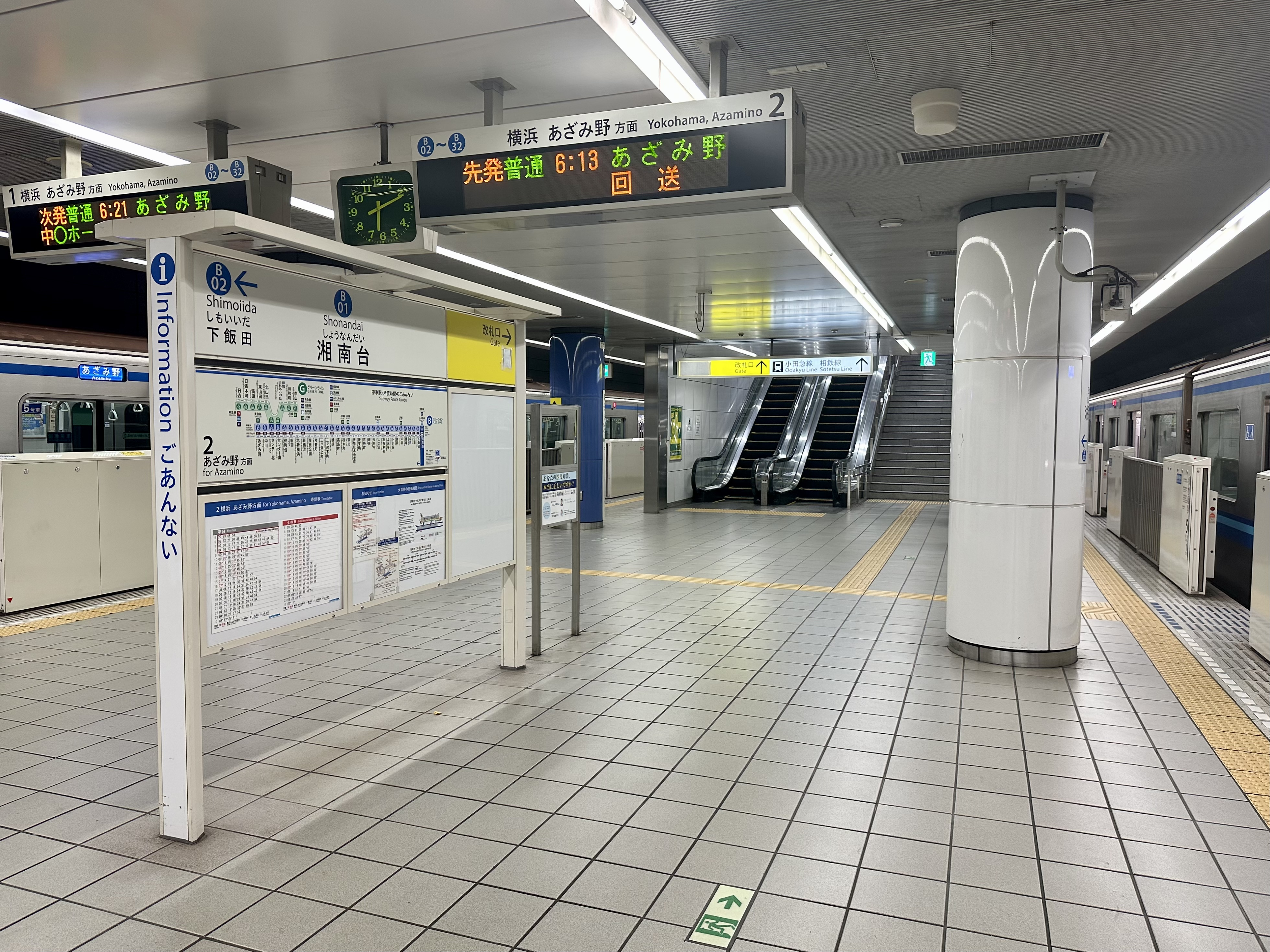
ホーム（2023年7月）
改札階に設置されたパブリックアート、望月直登『コンポジション 交通と街』（2019年6月）

## 利用状況
駅開設以後、どの路線においても乗降人員は増加傾向にある。
- 小田急電鉄 - 2024年度の1日平均乗降人員は87,215人である[小田急 1]。
同社全70駅の中では第13位である。
- 相模鉄道 - 2024年度の1日平均乗降人員は29,887人である[相鉄 1]。
相鉄線全27駅中第13位。
- 横浜市営地下鉄 - 2023年度の1日平均乗降人員は44,402人（乗車人員：22,436人、降車人員：21,966人）である[乗降データ 1]。

### 年度別1日平均乗降人員
近年の1日平均乗降人員は下表の通りである。
| 年度               | 小田急電鉄       | 小田急電鉄 | 相模鉄道         | 相模鉄道 | 横浜市営地下鉄   | 横浜市営地下鉄 |
| 年度               | 1日平均 乗降人員 | 増加率     | 1日平均 乗降人員 | 増加率   | 1日平均 乗降人員 | 増加率         |
| ------------------ | ---------------- | ---------- | ---------------- | -------- | ---------------- | -------------- |
| 1972年（昭和47年） | 13,670           |            | 未開業           | 未開業   | 未開業           | 未開業         |
| 1975年（昭和50年） | 17,372           |            | 未開業           | 未開業   | 未開業           | 未開業         |
| 1980年（昭和55年） | 24,146           |            | 未開業           | 未開業   | 未開業           | 未開業         |
| 1982年（昭和57年） | 24,541           |            | 未開業           | 未開業   | 未開業           | 未開業         |
| 1985年（昭和60年） | 30,465           |            | 未開業           | 未開業   | 未開業           | 未開業         |
| 1990年（平成02年） | 41,503           |            | 未開業           | 未開業   | 未開業           | 未開業         |
| 1995年（平成07年） | 50,432           |            | 未開業           | 未開業   | 未開業           | 未開業         |
| 1999年（平成11年） |                  |            | 17,982           |          | 13,890           |                |
| 2000年（平成12年） | 58,557           |            |                  |          | 28,805           | 107.4%         |
| 2001年（平成13年） |                  |            |                  |          | 33,239           | 15.4%          |
| 2002年（平成14年） | 66,146           |            | 21,867           |          | 37,014           | 11.4%          |
| 2003年（平成15年） | 69,495           | 5.1%       | 22,711           | 3.9%     | 39,670           | 7.2%           |
| 2004年（平成16年） | 74,060           | 6.6%       | 23,524           | 3.6%     | 42,439           | 7.0%           |
| 2005年（平成17年） | 76,247           | 3.0%       | 24,440           | 3.9%     | 45,235           | 6.6%           |
| 2006年（平成18年） | 78,334           | 2.7%       | 25,160           | 2.9%     | 46,827           | 3.5%           |
| 2007年（平成19年） | 80,937           | 3.3%       | 25,610           | 1.8%     | 47,774           | 2.0%           |
| 2008年（平成20年） | 82,015           | 1.3%       | 26,397           | 3.1%     | 43,674           | −8.6%          |
| 2009年（平成21年） | 81,489           | −0.6%      | 26,324           | −0.3%    | 43,115           | −1.3%          |
| 2010年（平成22年） | 82,948           | 1.8%       | 26,741           | 1.6%     | 44,431           | 3.1%           |
| 2011年（平成23年） | 83,460           | 0.6%       | 26,525           | −0.8%    | 44,726           | 0.7%           |
| 2012年（平成24年） | 85,702           | 2.7%       | 26,704           | 0.7%     | 45,780           | 2.4%           |
| 2013年（平成25年） | 88,542           | 3.3%       | 27,244           | 2.0%     | 47,408           | 3.6%           |
| 2014年（平成26年） | 88,380           | −0.2%      | 27,052           | −0.7%    | 46,924           | −1.0%          |
| 2015年（平成27年） | 90,208           | 2.1%       | 27,533           | 1.8%     | 47,371           | 1.0%           |
| 2016年（平成28年） | 90,802           | 0.7%       | 27,974           | 1.6%     | 48,499           | 2.4%           |
| 2017年（平成29年） | 91,150           | 0.4%       | 28,367           | 1.5%     | 48,799           | 0.6%           |
| 2018年（平成30年） | 92,776           | 1.8%       | 28,779           | 1.4%     | 49,389           | 1.2%           |
| 2019年（令和元年） | 92,076           | −0.8%      | 28,697           | −0.3%    | 48,023           | −2.8%          |
| 2020年（令和02年） | 65,612           | −28.7%     | 20,808           | −27.5%   | 34,875           | −27.4%         |
| 2021年（令和03年） | 73,419           | 11.9%      | 22,355           | 7.4%     | 39,650           | 13.7%          |
| 2022年（令和04年） | 82,372           | 12.2%      | 24,105           | 7.8％    | 43,336           | 9.3%           |
| 2023年（令和05年） | 85,558           | 3.9%       | 27,346           | 13.4%    | 44,402           | 2.5%           |
| 2024年（令和06年） | 87,215           | 1.9%       | 29,887           | 9.3%     |                  |                |

### 年度別1日平均乗車人員
近年の1日平均乗車人員は下表の通りである。
| 年度               | 小田急電鉄 | 相模鉄道 | 横浜市営 地下鉄 | 出典                |
| ------------------ | ---------- | -------- | --------------- | ------------------- |
| 1995年（平成07年） | 26,111     | 未開業   | 未開業          | [ 乗降データ 4 ]    |
| 1998年（平成10年） | 25,413     | 8,099    | 未開業          | [ 神奈川県統計 1 ]  |
| 1999年（平成11年） | 26,695     | 8,979    | 7,138           | [ 神奈川県統計 2 ]  |
| 2000年（平成12年） | 30,542     | 9,517    | 14,936          | [ 神奈川県統計 2 ]  |
| 2001年（平成13年） | 32,825     | 10,366   | 17,163          | [ 神奈川県統計 3 ]  |
| 2002年（平成14年） | 34,424     | 10,927   | 18,897          | [ 神奈川県統計 4 ]  |
| 2003年（平成15年） | 36,021     | 11,310   | 20,068          | [ 神奈川県統計 5 ]  |
| 2004年（平成16年） | 37,465     | 11,713   | 21,429          | [ 神奈川県統計 6 ]  |
| 2005年（平成17年） | 38,531     | 12,153   | 22,679          | [ 神奈川県統計 7 ]  |
| 2006年（平成18年） | 39,602     | 12,517   | 23,505          | [ 神奈川県統計 8 ]  |
| 2007年（平成19年） | 40,814     | 12,687   | 24,038          | [ 神奈川県統計 9 ]  |
| 2008年（平成20年） | 41,278     | 13,068   | 21,995          | [ 神奈川県統計 10 ] |
| 2009年（平成21年） | 40,993     | 13,034   | 21,723          | [ 神奈川県統計 11 ] |
| 2010年（平成22年） | 41,691     | 13,230   | 22,397          | [ 神奈川県統計 12 ] |
| 2011年（平成23年） | 41,915     | 13,143   | 22,553          | [ 神奈川県統計 13 ] |
| 2012年（平成24年） | 43,073     | 13,236   | 23,100          | [ 神奈川県統計 14 ] |
| 2013年（平成25年） | 44,567     | 13,495   | 23,941          | [ 神奈川県統計 15 ] |
| 2014年（平成26年） | 44,409     | 13,382   | 23,711          | [ 神奈川県統計 16 ] |
| 2015年（平成27年） | 45,327     | 13,627   | 23,917          | [ 神奈川県統計 17 ] |
| 2016年（平成28年） | 45,569     | 13,845   | 24,479          | [ 神奈川県統計 18 ] |
| 2017年（平成29年） | 45.748     | 14,016   | 24,640          | [ 神奈川県統計 19 ] |
| 2018年（平成30年） | 46,573     | 14,229   | 24,930          | [ 神奈川県統計 20 ] |
| 2019年（令和元年） | 45,748     | 14,240   | 24,251          | [ 神奈川県統計 21 ] |
| 2020年（令和02年） | 32,873     | 10,317   | 17,580          | [ 神奈川県統計 22 ] |
| 2021年（令和03年） | 36,812     | 11,088   | 19,986          | [ 神奈川県統計 23 ] |
| 2022年（令和04年） | 41,214     | 11,951   | 21,828          | [ 神奈川県統計 24 ] |
| 2023年（令和05年） |            |          | 22,436          |                     |

## 駅周辺
湘南台地区は昭和40年代に土地区画整理事業によって誕生した街である。東の境川、西の引地川に挟まれた台地であり、道路が格子状に整備されている。また、駅周辺道路は踏切がほとんどなく、渋滞はほとんど発生しない。
1966年（昭和41年）に小田急江ノ島線湘南台駅が新たに開業した当初、駅周辺は開発途上であり閑散としていたが、その後1979年に忠実屋（現・ダイエー）が開店。
1980年代には藤沢北警察署（1984年）、藤沢市総合市民図書館（1987年）、湘南台文化センター（1989年）等の公共施設が設置され、徐々に都市機能の集積が図られた。
そして1990年代以降、相鉄いずみ野線、横浜市営地下鉄の延伸（1999年）等により、駅周辺は急速に発展し、現在は藤沢市北部の中心地として活況を呈している。
駅周辺には多くの公共施設、商業施設、高層マンションがあり、藤沢市北部の文化・商業・交通の中心地となっている。この他、駅西方にはいすゞ自動車をはじめ、多くの企業の事業所が立地している。
また、駅周辺では毎年10月にサンバカーニバル等のパレードがある「湘南台ファンタジア」が開催されている。

### 東口

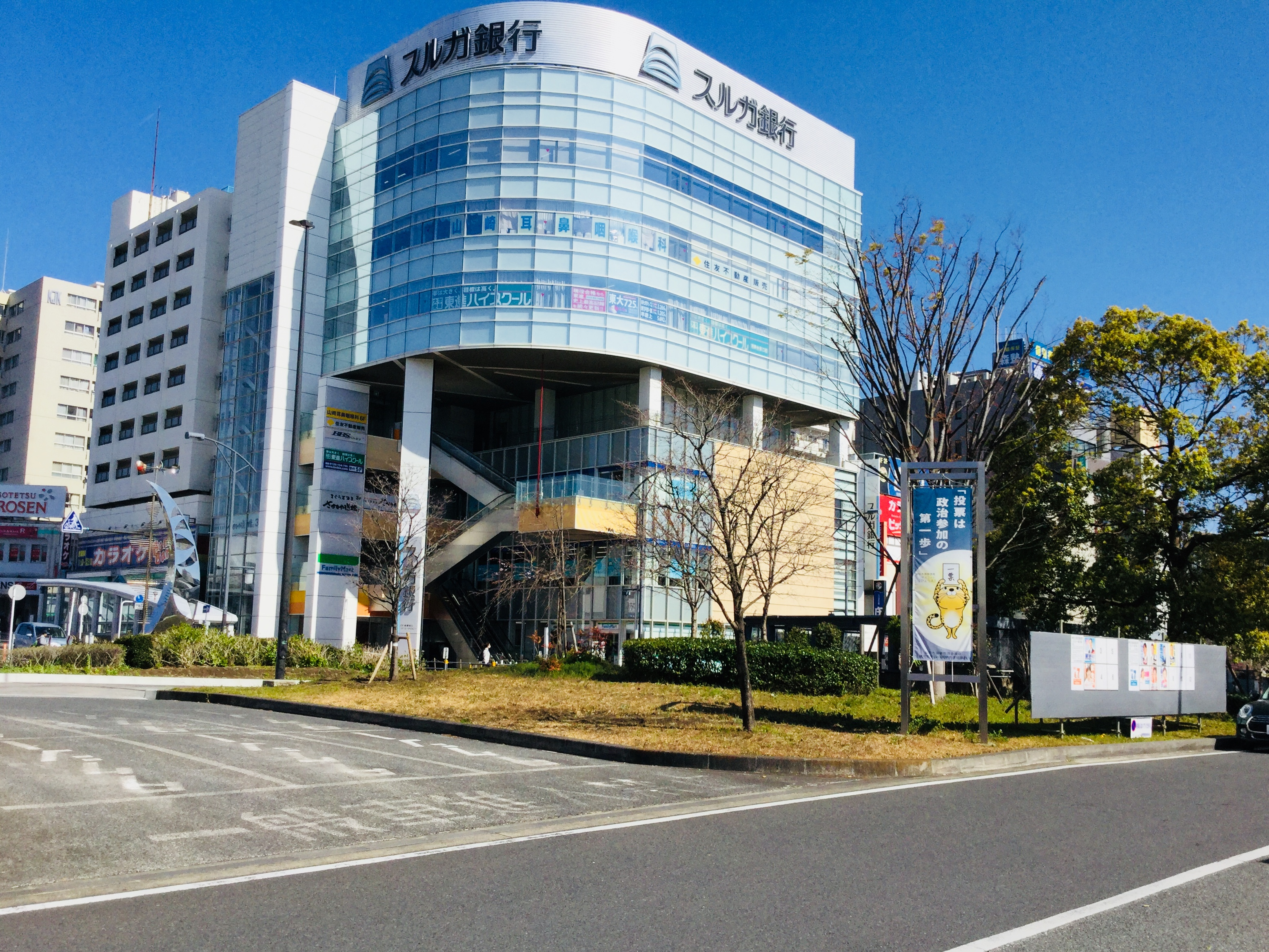
東口駅前

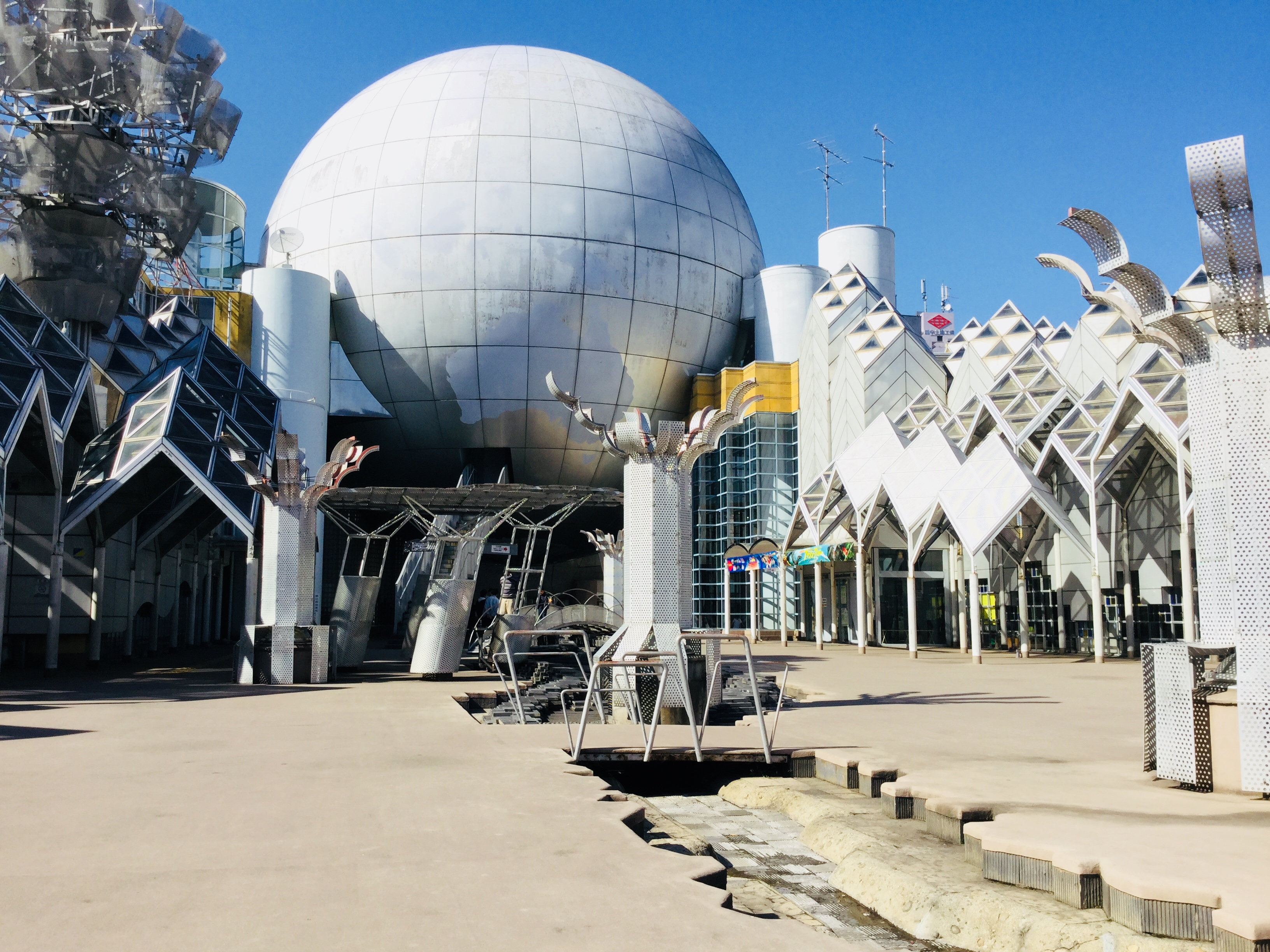
湘南台文化センター

東口周辺は、公共施設、商業施設が多くある。地球儀を模した球体がある近未来的な外観が特徴的な湘南台文化センターは、湘南台地区を象徴するランドマークとなっており、プラネタリウムやホールがある。
また、行政の窓口機関である湘南台市民センターが併設されている。
- そうてつローゼン 湘南台店
- 湘南台文化センター
- 藤沢市立湘南台中学校
- 藤沢市総合市民図書館
- 湘南台公園
- 湘南台駅東口交番
- 横浜銀行湘南台支店
- スルガ銀行湘南台支店
- JAさがみ本店
- 藤沢今田郵便局
- 湘南第一病院
- 小田急マルシェ湘南台1・2
- さがみ農業協同組合本店
- オーケー湘南台店

### 西口

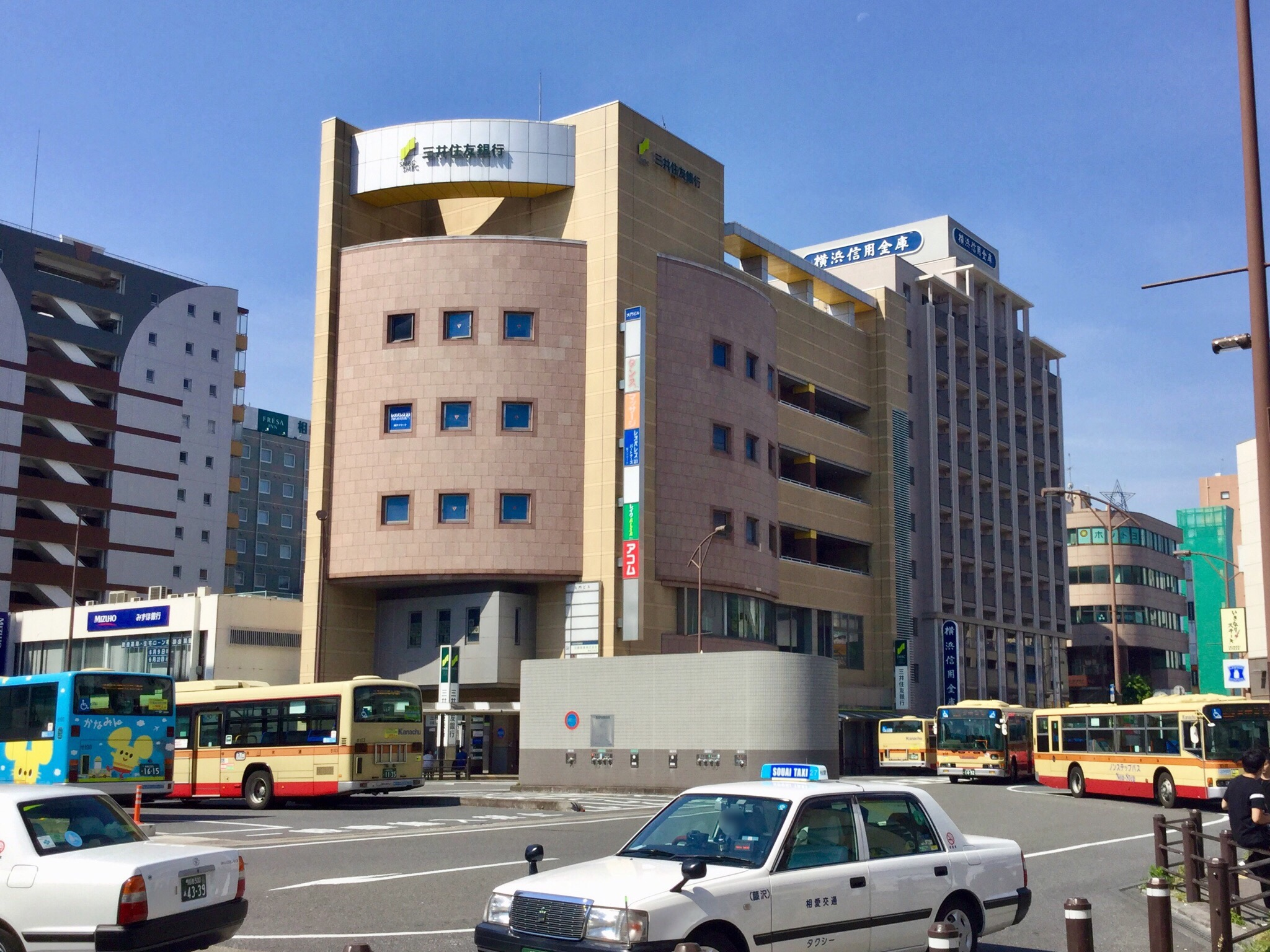
西口駅前

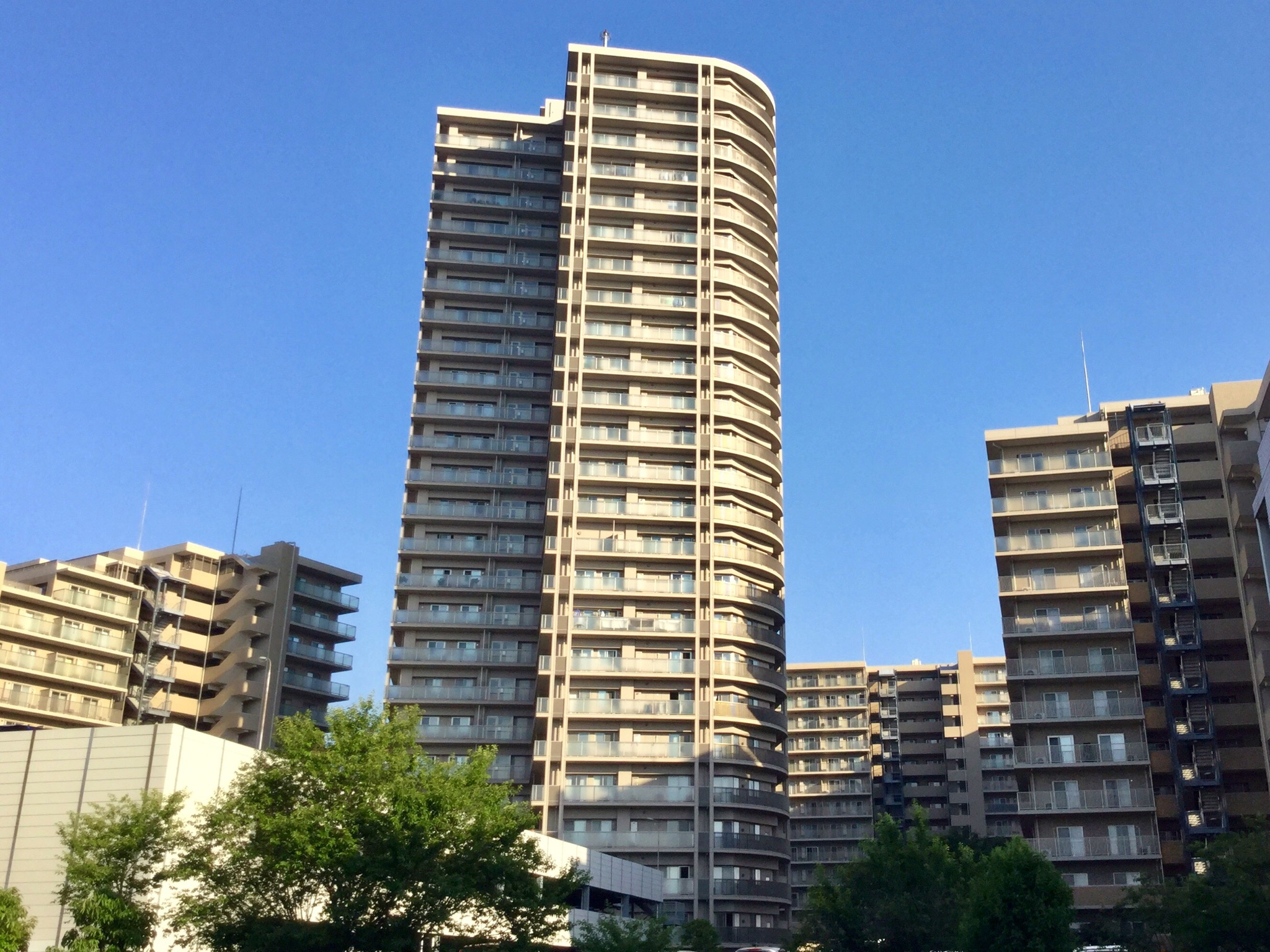
高層マンション群

西口周辺は、商業施設、藤沢市内最高層のタワーマンション「エスタテラ湘南台」をはじめとして高層マンションが多くある。
駅西方にはいすゞ自動車の大型事業所をはじめとした工業地となっており、周辺には多くの企業の事業所が立地する。
- 神奈川県藤沢北警察署
  - 湘南台西口交番
- 藤沢市北消防署
- 円行公園
- みずほ銀行湘南台支店
- 静岡銀行湘南台支店
- 城南信用金庫湘南台支店
- 横浜信用金庫湘南台支店
- 湘南台駅前郵便局
- 湘南台第一ホテル藤沢横浜
- 相鉄フレッサイン藤沢湘南台
- 神奈川県立湘南台高等学校
- 湘南台ウエストプラザ
- いすゞ自動車藤沢工場
- 業務スーパー石黒 湘南台店[注釈 7]

## バス路線

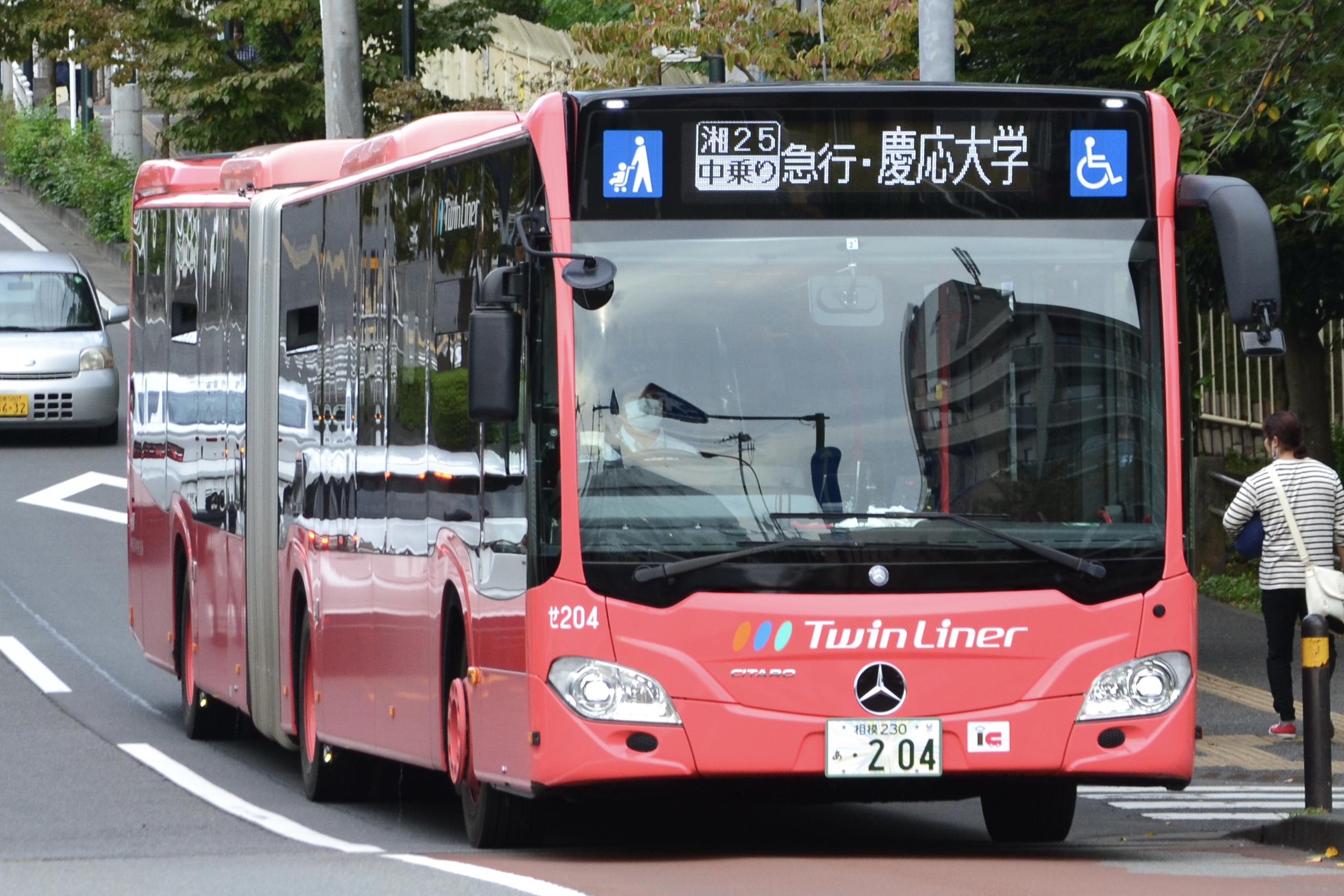
ツインライナー

2005年に神奈川県内で初めて、湘南台駅西口 - 慶応大学間で「ツインライナー（大型連節バス）」の運行が開始された。
これは、1999年に当駅へ相鉄いずみ野線と横浜市営地下鉄が延伸して以来、当駅の利用者が延伸前年である1998年の約5万人から2002年には約10万人と倍増したため、バス路線が慢性的な輸送力不足となり、この問題を解決するために導入されたものである。
2003年に国土交通省、神奈川県、神奈川県警察、慶応大学と神奈川中央交通により「新たな公共交通システム導入検討委員会」が発足し、2004年に新たな公共交通システムとして、通常のバスの約2倍の輸送力を持つ「ツインライナー」の導入が提言され、2005年に運行が開始された。
以下の路線が神奈川中央交通により運行されている。なお、西口発着路線の詳細は「神奈川中央交通綾瀬営業所」（東口発着の湘12・13・14・15を含む）・「神奈川中央交通藤沢営業所」（藤34・藤39、東口発着の藤51）・「神奈川中央交通茅ヶ崎営業所」（湘11のみ）を、藤51と湘12・13・14・15を除く東口発着路線の詳細は「神奈川中央交通戸塚営業所」をそれぞれ参照。

### 東口
| のりば | 系統 | 主要経由地 | 行先                         | 備考       |
| ------ | ---- | ---------- | ---------------------------- | ---------- |
| 1      | 湘07 | 下飯田     | 立場ターミナル               |            |
| 2      | 湘27 | 亀井野     | ドリームハイツ               |            |
| 2      | 湘29 |            | （直行）俣野公園・横浜薬大前 | 平日朝のみ |
| 2      | 藤51 | 市民病院   | 藤沢駅北口                   |            |
| 3      | 湘14 |            | いすゞ南門前                 |            |
| 4      | 湘12 | 石川橋     | 湘南ライフタウン             |            |
| 4      | 湘13 | 桐原循環   | 湘南台駅西口                 |            |
| 4      | 湘13 | 桐原循環   | 湘南台駅東口                 |            |
| 4      | 湘15 |            | 文化体育館前                 |            |

### 西口
| のりば | 系統 | 主要経由地                   | 行先                   | 備考                                              |
| ------ | ---- | ---------------------------- | ---------------------- | ------------------------------------------------- |
| 1      | 湘23 |                              | 慶応大学               | 休日を除いて慶応中高等部前まで乗り入れる          |
| 1      | 湘24 | 笹久保                       | 慶応大学               |                                                   |
| 1      | 湘25 |                              | （急行）慶応大学       | 連節バス「ツインライナー」で運行 休日の運行はなし |
| 2      | 湘17 |                              | 文教大学               |                                                   |
| 2      | 湘18 |                              | （急行）文教大学       |                                                   |
| 3      | 湘21 |                              | 湘南ライフタウン       |                                                   |
| 3      | 辻26 | 湘南ライフタウン・大庭隧道   | 辻堂駅北口             | 深夜バスあり                                      |
| 4      | 湘19 | 慶応大学・宮原               | 綾瀬車庫               |                                                   |
| 4      | 湘20 | 菖蒲沢                       | 綾瀬車庫               |                                                   |
| 4      | 湘22 | 菖蒲沢団地                   | 吉岡工業団地           |                                                   |
| 4      | 湘28 |                              | （直行）慶応中高等部前 | 慶應義塾湘南藤沢中・高等部の生徒専用              |
| 4      | 長41 |                              | 長後駅西口             |                                                   |
| 6      | 湘11 | 大辻                         | 茅ケ崎駅               |                                                   |
| 6      | 藤34 | 石川橋                       | 藤沢駅北口             | 土曜・休日の日中は南仲通り経由                    |
| 6      | 藤39 | 大辻・湘南カントリークラブ前 | 藤沢駅北口             |                                                   |

## 隣の駅
小田急電鉄
 江ノ島線

■快速急行
大和駅 (OE 05) - 湘南台駅 (OE 09) - 藤沢駅 (OE 13)
■急行
長後駅 (OE 08) - 湘南台駅 (OE 09) - 藤沢駅 (OE 13)
■各駅停車
長後駅 (OE 08) - 湘南台駅 (OE 09) - 六会日大前駅 (OE 10)
相模鉄道
 相鉄いずみ野線
■特急・■通勤特急（平日上りのみ運転）
いずみ野駅 (SO34) - 湘南台駅 (SO37)
■通勤急行（平日上りのみ運転）・■快速・■各駅停車
ゆめが丘駅 (SO36) - 湘南台駅 (SO37)
横浜市交通局
 横浜市営地下鉄ブルーライン（1号線）
■快速(戸塚まで各駅に停車)・■普通
湘南台駅 (B01) - 下飯田駅 (B02)

## 映像作品
相模鉄道がロケーションサービスに積極的であることから、当駅の相鉄駅構内で撮影されることが多い。以下に一例を示す。
- ももいろクローバーZ - ももクリ2015 CM [21]
- 星野源 - 「時よ」PV[21]
- Google - AndroidアプリCM[21]
- 呪怨 -ザ・ファイナル- - 映画[21]
- S -最後の警官- - テレビドラマ[21]